# 外星有情人
《外星有情人》，2016年公視人生劇展，由暉倪、李宗霖、林乃華領銜主演。公視HD台於2016年4月30日播出、公視主頻於2016年5月1日上檔。

## 播出時間

### 首播
| 頻道     | 所在地 | 首播日期      | 播放時間         |
| -------- | ------ | ------------- | ---------------- |
| 公視HD台 | 臺灣   | 2016年4月30日 | 週六21:30－23:00 |
| 公視主頻 | 臺灣   | 2016年5月1日  | 週日22:00－23:30 |

## 故事大綱
輕微失智的客家阿婆（林乃華飾），在醫生確診只剩三個月的壽命後，就一直說自己要在三個月後回去外星球，找她的外星人男朋友談戀愛！但是走之前，可得要先回苗栗跟眾多親友告別！於是孫女小婕（暉倪飾）和男友阿龐（李宗霖飾）就帶著阿婆展開了一趟探親之旅，也逐漸發現阿婆在青春正茂時，真的和來到苗栗的「外星人」發生了一段既甜美又苦澀的初戀！究竟這位「外星人」是什麼人呢？小婕和阿龐又要如何讓阿婆放開心中的青春憾事呢？

## 演員列表

### 主要演員
| 演員              | 角色          | 介紹 |
| 魏暉倪            | 小婕          | 業餘演員，阿龐女友。父母離異後與阿婆相依為命，面對失智且剩下三個月生命的阿婆，在臨走前欲回苗栗與親友告別，於是與阿婆展開了一趟探親之旅。 |
| 李宗霖            | 阿龐          | 職業演員，小婕男友。父母長居在國外，在演藝圈闖盪卻僅有小名氣，在和小婕前往苗栗途中卻起了爭執...。                                        |
| 林乃華            | 阿婆 (邱玥蘭) | 小婕祖母。被醫生診斷僅剩有三個月的生命，患有失智的阿婆想要回苗栗與親友告別，在這段旅途中，與「外星人」甜美又苦澀的初戀讓阿婆走回過去。   |
| 魏暉倪 (年輕小玥) | 阿婆 (邱玥蘭) | 小婕祖母。被醫生診斷僅剩有三個月的生命，患有失智的阿婆想要回苗栗與親友告別，在這段旅途中，與「外星人」甜美又苦澀的初戀讓阿婆走回過去。   |

### 其他演員
| 演員              | 角色                | 介紹 |                                                                  |
| 李全忠            | 子達                | 燕萍公公。年輕時與小玥相戀，卻因為外省人身分遭小玥父親反對，隨著小婕與阿龐的到來，使得當年青澀的戀情得以彌補。 |                                                                  |
| 李宗霖 (年輕子達) | 子達                | 燕萍公公。年輕時與小玥相戀，卻因為外省人身分遭小玥父親反對，隨著小婕與阿龐的到來，使得當年青澀的戀情得以彌補。 |                                                                  |
| 王道南            | 志雄                | 九山父親。小婕與阿婆來苗栗後暫居阿婆侄子的住家，對於兒子九山嗜賭的個性傷透腦筋。                               |                                                                  |
| 王道南            | 邱父 (年輕小玥父親) | 小玥父親。因為子達為外省人的身分，而遭到小玥父親反對兩人的戀情。                                               | 小玥父親。因為子達為外省人的身分，而遭到小玥父親反對兩人的戀情。 |
| 施名帥            | 九山                | 志雄兒子。嗜賭成性的九山屢次摃辜，直到阿婆的到來卻讓自己的簽賭運翻身。                                         |                                                                  |
| 姬天語            | 佩芬                | 九山女友。 |                                                                  |
| 陳明珠            | 嘉莉                | 明聰妻子。煮得一手好菜，欲接母親回家住卻無法如願，直到老家被政府徵收...。                                      |                                                                  |
| 朱庭萱            | 惠心                | 草莓園老闆娘。在苗栗經營草莓園，亦自製草莓酒販售。                                                             |                                                                  |
| 陳韋伶            | 燕萍                | 牛肉麵老闆娘，子達兒媳婦。經營牛肉麵店，拿手菜為紅燒牛肉麵。                                                   |                                                                  |
| 謝美伊            | 明珠                | 嘉莉母親。因老家被政府徵收被拆，嘉莉與明聰欲接回兩人家而不悅，讓姊姊玥蘭苦口婆心勸說。                         |                                                                  |
| 吳榮光            | 明聰                | 嘉莉丈夫。個性較衝動，常與岳母有所摩擦。                                                                       |                                                                  |

## 製作團隊
- 導演：王瑋
- 製作人：王瑋
- 編劇：王瑋、李建毅、廖志文、蔡明芬
- 製作公司：

## 外部連結
- 公視人生劇展的Facebook專頁

| 公視HD台 週六21:30－23:00    | 公視HD台 週六21:30－23:00    | 公視HD台 週六21:30－23:00 |
| ---------------------------- | ---------------------------- | ------------------------- |
|                              | 外星有情人 （2016年4月30日） |                           |
| 藥笑24小時 （2016年4月23日） | －                           |                           |

| 公視主頻 週日22:00－23:30    | 公視主頻 週日22:00－23:30   | 公視主頻 週日22:00－23:30 |
| ---------------------------- | --------------------------- | ------------------------- |
|                              | 外星有情人 （2016年5月1日） |                           |
| 藥笑24小時 （2016年4月24日） | －                          |                           |